# Harry Federley
Harry Federley, född 22 mars 1879 i Viborg, död 13 november 1951 i Helsingfors, var en finländsk zoolog och ärftlighetsforskare. Han var kusin till Birger Federley och tillhörde släkten Federley.
Federley blev filosofie doktor 1907, docent i zoologi 1909 och var 1923–49 extra ordinarie professor i genetik vid Helsingfors universitet.
Federley ville tillämpa genetiken på rashygien. I Nya Argus lade han fram "bevis" för att de demokratiska idealen saknade varje vetenskapligt stöd. Människorna är inte alls lika; och dessutom är skillnaden mellan en av den moderna kulturens ledande personligheter och den australiska vilden vida större än steget från vilden till människoapan. Även inom Europas befolkning fanns enligt honom åtskilliga individer som inte alls höjde sig över vildens nivå. Demokratin skulle enligt Federley ge dessa mindervärda element samma inflytande som de högtstående. Dessutom är mindervärdigheten inte alls en produkt av sociala faktorer, utan det är följden av en ogynnsam kombination av arvenheter.
Bland hans verk märks Lepidopterologische Temperatur-Experimente (1907), Vererbungsstudien an der Lepidopteren-Gattung Pygæra (1911) samt Chromosomenstudien an Mischlingen (1913-16).
Federley var sekreterare i Samfundet Folkhälsan 1921–1937 och ordförande 1937–1951. Han invaldes 1951 som utländsk ledamot nummer 868 av Kungliga Vetenskapsakademien.